# Amorolfin
Amorolfin ist ein Arzneistoff, der zur Behandlung von Pilzinfektionen (Mykosen) verwendet wird. 
Es ist ein Morpholin-Derivat und wird als ein Gemisch von vier Stereoisomeren eingesetzt.

## Anwendungsgebiete
Der Wirkstoff wird topisch bei Nagel- und Haut-Mykosen angewendet.

## Wirkung
Amorolfin hat eine fungistatische bis fungizide Wirkung gegen Dermatophyten, dimorphe Pilze und Hefen. Diese beruht auf einer Hemmung der Ergosterol-Synthese (über Sterol-Δ14-Reduktase sowie Sterol-Δ8/7-Isomerase), was letztendlich zu einer Erhöhung der Permeabilität der Pilz-Zellmembran führt.
Der Wirkstoff wird durch die intakte Haut kaum resorbiert und zeigt nur geringe lokale Nebenwirkungen wie Juckreiz oder Brennen.

## Handelsnamen
Amorolfin ist in Deutschland, Österreich und der Schweiz als Monopräparat unter anderem unter dem Namen Loceryl im Handel erhältlich.
Etliche Generika-Hersteller bieten Präparate unter dem Namen Amorolfin in Kombination mit ihrem Firmennamen an.